# Ken Wharton
Frederick Charles Kenneth Wharton (21 de março de 1916 – 12 de janeiro de 1957) foi um automobilista britânico nascido na Inglaterra que participou de 15 Grandes Prêmios de Fórmula 1 entre 1952 a 1955. Seu melhor resultado foi o 4º lugar na Suíça de 1952.